# Khyentse Norbu
Khyentse Norbu, znany także jako Dzongsar Jamyang Czjentse Rinpocze (ur. 18 czerwca 1961) – bhutański lama, reżyser i scenarzysta filmowy. Jego dwa główne filmy to Puchar Himalajów  (1999) oraz Podróżnicy i magowie (2003). Jest on także prominentnym tulku związanym z klasztorem Dzongsar w Syczuanie w Chinach.

## Linia
Dzongsar Jamyang Khjentse Rinpocze urodził się w Bhutanie w 1961 roku. W wieku siedmiu lat został rozpoznany jako trzecia inkarnacja (tulku) założyciela linii czjentse buddyzmu tybetańskiego.
Pierwszą reinkarnacją był Jamyang Czjentse Wangpo (1820-1892) który pomógł założyć ruch buddyzmu tybetańskiego – rime. Podążający tym niesekciarskim ruchem, usiłowali identyfikować się i robić użytek z najlepszych metod z różnych szkół buddyzmu tybetańskiego. Takie podejście doprowadziło do rozkwitu nauk począwszy od 1880 roku.
Drugą inkarnacją był znany lama Dzongsar Czjentse Chokyi Lodro, który przyczynił się do przeniesienia buddyzmu tantrycznego na Zachód, jako rdzenny nauczyciel generacji wpływowych i myślących przyszłościowo lamów.

## Edukacja
Do wieku 12 lat Czjentse Norbu studiował w klasztorze pałacu Króla Sikkimu. Reprezentując niesekciarską tradycję linii czjentse, do swoich rdzennych-nauczycieli zalicza nauczycieli wszystkich czterech głównych szkół buddyzmu tybetańskiego (sakja, gelug, ningma, kagyu). Rinpocze studiował z niektórymi z największych współczesnych mistrzów, w szczególności z J.Ś. Dilgo Czienste Rinpocze. Po opuszczeniu Sikkimu, studiował w Sakya College w Rajpur i później powziął naukę w londyńskiej School of Oriental and Africian Studies.
Od najmłodszych lat wykazywał aktywność w zachowaniu nauk buddyjskich, zakładaniu ośrodków do nauki, wspieraniu praktykujących, publikowaniu książek i nauczaniu na całym świecie. Dzongsar Czjentse Rinpocze nadzoruje tradycyjną siedzibę linii czjentse, klasztor Dzongsar jak również jego centra odosobnienia we wschodnim Tybecie oraz nowe szkoły w Indiach i Bhutanie. Rinpocze założył także ośrodki w Australii, Północnej Ameryce i na Dalekim Wschodzie.
W 1989 Dzongsar Czjentse Rinpoche założył Siddhartha's Intent – międzynarodowy, niedochodowy związek buddyjski, którego członkami są społeczności z całego świata jak i instytucje charytatywne. Głównym celem Siddhartha Intent jest zachowywanie nauk buddyjskich jak również rozwijanie świadomości i zrozumienia wielu aspektów buddyjskich nauk ponad ograniczeniami kultury i tradycji.